# 軫宿四
軫宿四，又稱作烏鴉座β（Beta Crv、β Corvi、β Crv、軫宿四）是烏鴉座之中第二亮的恆星，大約距離地球140光年，是一顆G型亮巨星。其視星等介乎于2.60和2.66。

## 外部連結
- Jim Kaler. . Stars. （原始内容存档于2008-12-10）.